# Сигаев, Фёдор Геннадьевич
Сигаев, Фёдор Геннадьевич (23 августа 1973 г.)  — российский программист, сооснователь и технический директор компании Постгресс Профессиональный (Postgres Pro), ведущий разработчик (Major Contributor) и коммитер  СУБД PostgreSQL, один из крупнейших мировых экспертов по этой СУБД.

## Биография
- 1996 — окончил обучение на физическом факультете МГУ.
- В 1995—2005 гг. занимал позиции программиста и ведущего разработчика в одной из первых российских веб-студий Махаон, компаниях Rambler, Stack Group и Delta-Soft.
- С 2005 г. — фрилансер.
- В августе 2009 занял должность системного архитектора Mail.ru
- В 2015 г. вместе с тремя коллегами и инвестором стал соучредителем компании «Постгрес Профессиональный», предназначенной для развития собственного дистрибутива PostgreSQL — Postgres Pro, в которой занял пост технического директора[2]

## Профессиональная деятельность
- Фёдор Сигаев – один из ведущих мировых экспертов по системе управления базами данных PostgreSQL, которой занимается с 2000го года в частности - разработчик подсистемы полнотекстового поиска, заниматься которой начал, работая в Rambler Group[4][5], систем индексации GiST, GIN и множества дополнительных модулей, один из основных членов PostgreSQL Global Development Group.
- Работая в Mail.ru, участвовал в доработке СУБД Tarantool.